# Municipio de Groton (Ohio)
El municipio de Groton (en inglés: Groton Township) es un municipio ubicado en el condado de Erie en el estado estadounidense de Ohio. En el año 2010 tenía una población de 1427 habitantes y una densidad poblacional de 21,38 personas por km².

## Geografía
El municipio de Groton se encuentra ubicado en las coordenadas 41°19′42″N 82°46′48″O / 41.32833, -82.78000. Según la Oficina del Censo de los Estados Unidos, el municipio tiene una superficie total de 66.74 km², de la cual 66,35 km² corresponden a tierra firme y (0,59 %) 0,39 km² es agua.

## Demografía
Según el censo de 2010, había 1427 personas residiendo en el municipio de Groton. La densidad de población era de 21,38 hab./km². De los 1427 habitantes, el municipio de Groton estaba compuesto por el 97,76 % blancos, el 0,42 % eran afroamericanos, el 0,28 % eran amerindios, el 0,28 % eran asiáticos, el 0,07 % eran de otras razas y el 1,19 % eran de una mezcla de razas. Del total de la población el 1,26 % eran hispanos o latinos de cualquier raza.